# Naeba Ski Resort

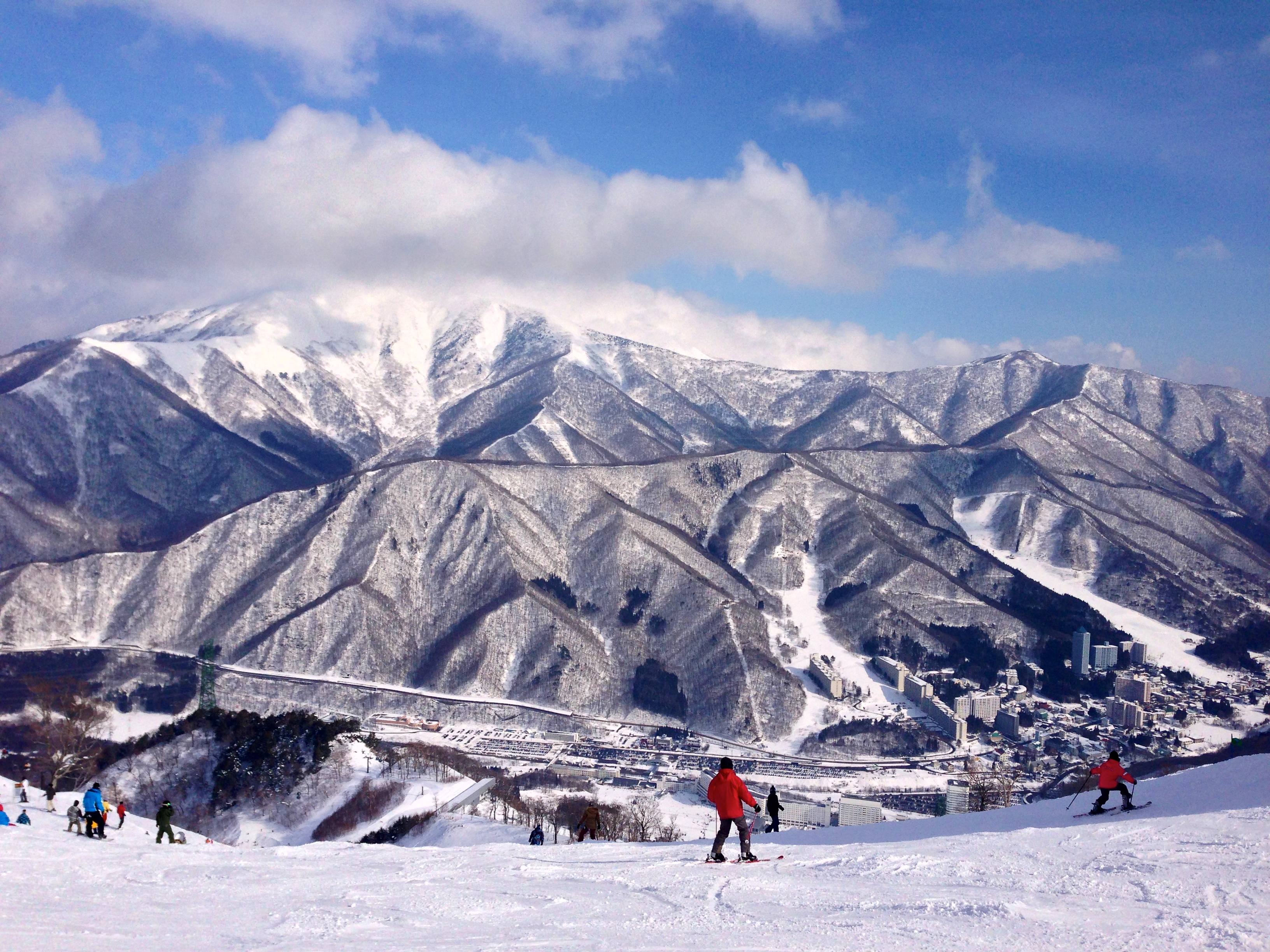
Ansicht von Naeba

Das Naeba Ski Resort (jap. 苗場スキー場, Naeba Sukī-jō) ist ein Wintersportgebiet im Mikuni-Gebirge in Japan. Es befindet sich auf dem Gebiet der Gemeinde Yuzawa in der Präfektur Niigata und wird vom Tourismusunternehmen Prince Hotels betrieben.
Am Osthang des Takenoko gibt es 22 Skipisten mit einer Fläche von 196 ha, einer maximalen Länge von vier Kilometern und einer maximalen Neigung von 32°. Der Höhenunterschied zwischen dem Gipfel auf 1789 m und dem niedrigsten Punkt auf 900 m beträgt 889 m. Von den Skipisten sind jeweils 30 % als einfach beziehungsweise schwierig und 40 % als mittel ausgewiesen.
In Naeba wurden bereits mehrere Rennen des Alpinen Skiweltcups, des Freestyle-Skiing-Weltcups und des Snowboard-Weltcups ausgetragen. Außerdem findet hier jedes Jahr im Sommer das Fuji Rock Festival statt.